# アナトール・フランス
アナトール・フランス（フランス語: Anatole France, 1844年4月16日 - 1924年10月12日）は、フランスの詩人・小説家・批評家。本名はジャック・アナトール・フランソワ・ティボー（フランス語: Jacques Anatole François Thibault）。パリ出身。アカデミー・フランセーズの会員を務め、ノーベル文学賞を受賞した。代表作は『シルヴェストル・ボナールの罪』『舞姫タイス』『赤い百合』『エピクロスの園』『神々は渇く』など。芥川龍之介が傾倒し、石川淳が訳していたことで有名である。

## 略歴
- 1844年 現在のパリ6区マラケ河岸19番地 (19 Quai Malaquais) に生まれる[1]。父は当地の書店主。
- 1853年 - 1862年 現在のパリ6区にあるカトリック系私立のコレージュ・スタニスラス (Collège Stanislas) に学ぶ。
- 1871年 高踏派詩人の雑誌『現代高踏詩集（Le Parnasse contemporain）』に詩作品『La Part de Madeleine』が発表される。
- 1875年 第三次『現代高踏詩集』の準備委員会に参加。
- 1881年 長編小説『シルヴェストル・ボナールの罪(Le Crime de Sylvestre Bonnard)』を発表。アカデミー・フランセーズ(Académie française)の賞を受賞する。
- 1896年 アカデミー・フランセーズの会員(席次38)に選出される。
- 1921年 ノーベル文学賞を受賞。
- 1924年 サン・シル・シュル・ロワールにて没。国葬によって葬られ、パリ近郊のヌイイ・シュル・セーヌ共同墓地に埋葬された。

　1922年には全作品がカトリック教会の禁書目録に掲載された。この禁書目録は1966年に廃止された。

## 日本語訳一覧
1940年より、白水社で「アナトオル・フランス長篇小説全集」全17巻、「アナトオル・フランス短篇小説全集」全7巻が刊行、1951年に完結した。

2000年に、改装新版の『アナトール・フランス小説集 （全12巻）』が刊行（長編作品は※5巻と、短編作品・全7巻）。

### 長編小説
- Le Crime de Sylvestre Bonnard, 1881年
『シルヴエストル・ボナール博士の罪』 川崎備寛訳、冬夏社、1922
『エス・ボナールの罪』岡野馨訳、春陽堂（昭和初期世界名作翻訳全集第1期）、1923　
『シルヴェストル・ボナールの罪』※伊吹武彦訳、辰野隆解説、白水社（アナトオル・フランス長篇小説全集）、初刊1940
『シルヴェストル・ボナールの罪』伊吹武彦訳、岩波文庫、1975（重版多数）ISBN 4003254341

- Les Désirs de Jean Servien, 1882年
『ジャン・セルヴィヤンの願い』大塚幸男訳、白水社（アナトオル・フランス長篇小説全集）、1942

- Thaïs, 1890年
『タイス』水野和一訳、警醒社、1915
『舞姫タイス』谷崎精二訳、聚英閣、1921　
『舞姫タイス』望月百合訳、新潮社、1924　
『舞姫タイス』森田草平・関口存男共訳、国民文庫刊行会、1927
『女優タイス』岡野馨訳、新潮社、1929、新潮文庫 1938、「舞姫タイス」角川文庫 1952 復刊1989。のちKindle版
『女優タイス』岡沢武訳、六芸社、1938　
『舞姫タイス』※水野成夫訳、白水社、初刊1938／新版・白水Uブックス 2003
『舞姫タイス』水野成夫訳、北宋社、1992

- La Rôtisserie de la Reine Pédauque, 1892年
『鳥料理レエヌ・ペドオク亭』朝倉季雄訳、白水社（アナトオル・フランス長篇小説全集）、1940

- Les Opinions de Jérôme Coignard, 1893年
『ジェローム・コワニヤールの意見』市原豊太訳、白水社（アナトオル・フランス長篇小説全集）、1951

- Le Lys Rouge, 1894年
『赤い百合』関口鎮雄訳、金星堂、1922
『赤い百合』石川淳訳、春陽堂、1923、三笠文庫、1953、角川文庫、1957／筑摩書房（石川淳全集 第18巻）、1992　
『赤い百合』※小林正訳、白水社（アナトオル・フランス長篇小説全集）、1950／岩波文庫 上下（1954、度々復刊）
『赤い百合』杉本秀太郎訳、臨川書店、2001

- 'L’Histoire contemporaine; L'orme du Mail, 1897年
『遊歩場の楡樹 現代物語第1巻』小林竜雄訳、冨山房百科文庫、1940
『散歩道の楡の樹 現代史I』水野成夫訳、白水社（アナトオル・フランス長編小説全集）、1941

- L’Histoire contemporaine; Le Mannequin d'Osier, 1897年
『柳の衣桁 現代物語第2巻』小林竜雄訳、冨山房百科文庫、1940
『柳のひとがた 現代史II』大岩誠訳、白水社（アナトオル・フランス長篇小説全集）、1941

- L’Histoire contemporaine; L'anneau d'Améthyste, 1899年
『紫水晶の指輪 現代史III』杉捷夫訳、白水社（アナトオル・フランス長篇小説全集）、1941

- L’Histoire contemporaine; Monsieur Bergeret à Paris, 1901年
『パリのベルジュレ氏 現代史IV』川口篤訳、白水社（アナトオル・フランス長篇小説全集）、1950

- Histoire comique, 1903年
『楽屋裏の話』根津憲三訳、白水社（アナトオル・フランス長篇小説全集）、1950

- Sur la Pierre Blanche, 1905年
『白き石の上にて』平林初之輔訳、新潮社、1924
『白き石の上にて』権守操一訳、白水社（アナトオル・フランス長篇小説全集）、1950

- L'île des Pingouins, 1908年
『ペンギンの島』水野成夫訳、春陽堂、1924　
『新人国記 ペンギンの島』木村恭一訳、改造社、1930
『ペンギンの島』水野成夫訳、白水社、初刊1937、白水社（アナトオル・フランス長篇小説全集）、1951
『ペンギンの島』近藤矩子訳、中央公論社（世界の文学）、1970／新版・白水Uブックス、2018

- Les Dieux ont Soif, 1912年
『血に飢えた神々』村田義雄訳、春陽堂、1932
『神々は渇く』水野成夫訳、酣燈社、1946
『神々は渇く』※水野成夫訳、白水社（アナトオル・フランス長篇小説全集）、1950　
『神々は渇く』根津憲三訳、角川文庫、1961
『神々は渇く』大塚幸男訳、岩波文庫、1977 ISBN 4003254333
『神々は渇く』土岐健児訳、蝸牛社 1977

- La Révolte des Anges, 1914年
『天使の反逆』森丘次郎訳、春陽堂、1934
『天使の反逆』川口篤訳、白水社（アナトオル・フランス長篇小説全集）、1951

### 短編小説
- Jocaste et le Chat Maigre(ジョカストとやせ猫), 1879年
- Les Sept Femmes de Barbe bleue et autres contes merveilleux, 1909
『青鬚の七人の妻』他三篇 長塚隆二訳　角川文庫、1953
- Abeille, 1883
『蜜蜂姫』福永挽歌訳、日本評論社、1921
- Nos Enfants（少年少女）, 1886年
『少年少女』三好達治訳、岩波文庫、1937、改版1972 ISBN 4003254317
- Balthazar（バルタザール）, 1889年
『バルタザアル』芥川龍之介訳、春陽堂（『影燈籠』）、1920[2]
『バルタザアル』鈴木信太郎他訳、白水社（アナトオル・フランス短篇小説全集）、1918
- L'Étui de Nacre（螺鈿の手箱）, 1892年
『影の彌撒』山内義雄訳　新潮社、1924、のち『螺鈿の手箱』新潮社（短篇小説全集2）
- Le Puits de Sainte Claire(聖女クララの泉), 1895年
- Affaire Crainquebille, 1901
『クレンクビーユ』村松正俊訳、平凡社（新興文学全集）、1931　
『クランクビーユ』山内義雄訳、新潮社（世界文学全集）、1930　
『クランクビーユ』河盛好蔵他訳、白水社（アナトオル・フランス短篇小説全集）、1939
- Les contes de Jacques Tournebroche（ジャック・トゥルヌブローシュのコント）, 1908年
- 『アナトール・フランス短篇傑作集』若月紫蘭訳 三教書院、1910
- 『聖餐祭』岡本綺堂訳、改造社（世界大衆文学全集）、1929、河出書房新社（世界怪談名訳集）、1987
- 『人間悲劇 外十篇』杉捷夫訳、春陽堂（世界名作文庫）、1932、ゆまに書房（昭和初期世界名作翻訳全集）、2008
- 『聖母と軽業師』大井征訳、岩波文庫（アナトール・フランス短篇集）、1934
- 『襯衣』他二篇 八木さわ子訳　改造社、1939
- 「アナトオル・フランス短篇小説全集」山内義雄・内藤濯・渡辺一夫・佐藤正彰・杉捷夫他訳
※各・全7巻、白水社、1939-40、「アナトール・フランス小説集」白水社、2000
『6.バルタザール』、『7.螺鈿の手箱』、『8.聖女クララの泉』、『9.クランクビーユ』
『10.ジャック・トゥルヌブローシュのコント』、『11.青ひげの七人の妻』、『12.ジョカストとやせ猫』
- 『火の娘』吉田静雄訳、今日の問題社（ノーベル賞文学叢書）、1941

### 回想録
- Le Livre de Mon Ami(わが友の書), 1885年
『わが友の書』大塚幸男訳　第一書房、1934　
『わが友の書』宮本正清訳　東和出版社、1943
『わが友の書』金子博訳　新潮文庫、1952
- Pierre Noziére(ピエル・ノジエール), 1898年
『昔がたり ピエル・ノジエール』 杉捷夫訳 岩波文庫、1935
『母の話』岸田國士訳、新潮社（日本少國民文庫世界名作選）、1936
- Le Petit Pierre, 1918年
『小さなピエール』岡田真吉訳※、白水社（アナトオル・フランス長篇小説全集）
- La Vie en Fleur, 1922年
『花咲く日』大塚幸男訳、第一書房、1937
『花ざかりの頃』大井征訳、白水社（アナトオル・フランス長篇小説全集）、1943

### 文芸評論
- La Vie littérature, 1888 - 1892年 - 文芸評論集で原書は全4冊。各・抄訳版 
『文学生活』朝倉季雄・権守操一訳、白水社、1937
- Le Génie Latin, 1913年
『フランスの天才達－ラテン精神』堀口大學訳、第一書房（正・続）、1943-44

### 社会評論
- Le Jardin d'Épicure, 1895年
『エピクロスの園』和気律次郎訳 天佑社、1919
『エピクロスの園』草野貞之訳 第一書房、1929
『エピクロスの園』関根秀雄訳、白水社、1951　
『エピクロスの園』大塚幸男訳、岩波文庫、1977 ISBN 4003254368

### 歴史人物伝
- Vie de Jeanne d'Arc, 1908年
『ジャンヌ・ダルク』吉江孤雁訳 早稲田大学出版部、1917

## 翻案作品

### 音楽
- ジュール・マスネ - オペラ『タイス』、1894
ヴァイオリン独奏とオーケストラで演奏される『タイスの瞑想曲』は殊に有名である。

### フィルモグラフィー
- The Internet Movie Databaseを参照

## 記念物
- アナトール・フランス通り、パリ
- アナトール・フランス駅（パリメトロ3号線）、パリ
- アナトール・フランス区（パリの7番目の区）、パリ
- アナトール・フランス (小惑星)（アナトール・フランスに因んで命名された）

## 逸話
- 1877年にヴァレリー・ゲラン・ド・ソーヴィユと結婚し、1881年に一人娘シュザンヌが誕生したが、1888年から芸術サロンの女主人のアルマン・ド・カイヤヴェ夫人（ガストン・アルマン・ド・カイヤヴェの母）の愛人となり、妻とは1893年に離婚した。1899年にフランスの希望で娘シュザンヌとマルセル・プルーストとの結婚話が持ち上がったことがあるが、実現しなかった。
- アルマン・ド・カイヤヴェ夫人は1910年、フランスと別の女優との関係がもとで自殺未遂[要出典]し、亡くなった（死因は風邪をこじらせたこと）。娘のシュザンヌは1918年に亡くなった。
- 1920年にエマ・ラプレボットと再婚した時には、友人のポール＝ルイ・クーシューが立会人を務めた[3]。
- 80歳という年齢を考慮する必要もあるが、死後にその脳の重量が1017gしかない（平均的な白人男性の脳は約1500g）ことが判明し[4]、脳のサイズと知的能力は殆ど関連が無いことの証左となった。
- 『もし私が神だったら、私は青春を人生の終わりにおいただろう。 』